# 余寶蔆
余寶蔆（?—?），陝西省興安府安康縣人，清朝政治人物、同進士出身。
光緒二十四年（1898年），参加光緒戊戌科殿試，登進士三甲26名。同年五月，改翰林院庶吉士。光緒二十九年四月，散館，著以部属用。